# Psammoduon
Psammoduon is een geslacht van spinnen uit de familie mierenjagers (Zodariidae).

## Soorten
Het geslacht kent de volgende soorten:
- Psammoduon arenicola (Simon, 1910)
- Psammoduon canosum (Simon, 1910)
- Psammoduon deserticola (Simon, 1910)